# Šlágr (hudební styl)

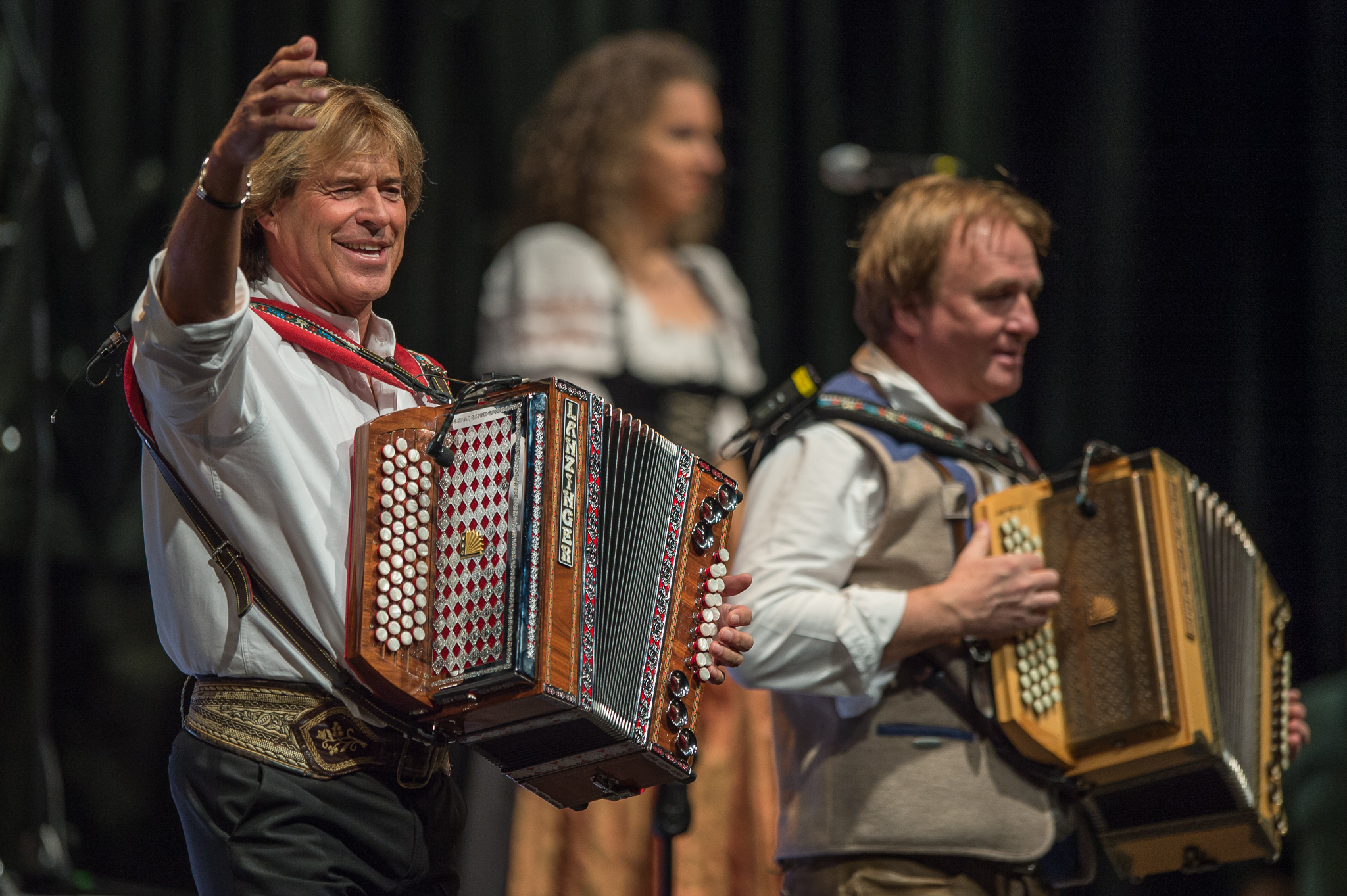
Hansi Hinterseer

Šlágr, nebo Schlager, je hudební styl populární zejména v Německu a Rakousku. Stojí na pomezí pop music, lidové hudby, dechovky, country, operety, folku, disca a easy listening. Typické jsou pro něj jednoduché, optimistické nebo sentimentální texty. Typické jsou pro něj coververze a využívání zlidovělých popěvků. Styl byl často reprezentován v Eurovision Song Contest a byl oblíbený od začátku soutěže v roce 1956, ovšem postupně byl vytlačen jinými styly populární hudby. V Česku jsou nejznámějšími představiteli stylu Eva a Vašek, zaměřuje se na něj i specializovaný televizní kanál Šlágr TV, lze ho spojovat se šantánovou, kabaretní a městskou lidovou hudbou, tedy například s dílem Karla Hašlera nebo se skupinami jako Šlapeto. V Německu a Rakousku měl a má žánr mnoho představitelů: Heinz Rühmann, Lale Andersenová, Freddy Quinn, Caterina Valente, Margot Eskensová, Cornelia Froboessová, Peter Alexander, Roy Black, Guildo Horn, Hansi Hinterseer, Andrea Bergová, Heintje Simons, Andrea Jürgensová, Marianne Rosenbergová, DJ Ötzi, Andreas Gabalier, Hubert von Goisern, V současnosti patří k jeho nejpopulárnějším představitelům zpěvačka Helene Fischerová. V německém prostoru je žánr mnohem více propojen s klasickou pop music a bývá též označován za „německé country.“ Má zde též blízko k tzv. Volkstümliche Musik. V posledních letech je provozován obvykle za pomoci syntezátorů a je tak někdy zařazován i k elektronické hudbě. Styl má i různé lokální variace, v Nizozemsku je nazýván levenslied (v překladu „hudba o skutečném životě“), ve Finsku iskelmä, pronikl i na Balkán.